# Pulekalenderen
|  | Denne artikel er oprettet af botten PalnaBot ud fra en ekstern database. Den kan derfor have sproglige fejl eller mangler. Denne skabelon kan fjernes efter kontrol af indholdet. |

Pulekalenderen er en kortfilm instrueret af Morten Hartz Kaplers efter manuskript af Erling Budde, Anders Kjærulff Christiansen, Henrik Føhns, Morten Hartz Kaplers.